# Alonso de Arellano
Alonso de Arellano   (segle XVI - 1580) va ser un explorador castellà del segle XVI que realitzà la primera ruta pràctica per a la navegació fins a les Filipines, sent el primer en realitzar el torna-viatge el 1565.

## Història
Arellano era capità del patatxo San Lucas, pilotat per Lope Martín, un dels quatre vaixells d'una flota comandada per Miguel López de Legazpi. La flota va partir de Nova Espanya el 21 de novembre de 1564, però el San Lucas es va separar de la resta l'1 de desembre. Arellano va continuar cap a les Filipines, on hi arribà el 23 de gener de 1565. De camí, el gener de 1565, va descobrir diverses illes, entre les quals destaquen Lib, Truk, Pulap i Ngulu. El 22 d'abril de 1565 el San Lucas inicià el retorn cap a Nova Espanya, on arribà el 9 d'agost, convertint-se en el primer navegant que va establir la "Ruta d'Urdaneta" a l'oceà Pacífic. Andrés de Urdaneta formava part de la flota de Legazpi, i dos mesos més tard va seguir el mateix camí. Urdaneta va conservar millors registres i mapes del viatge, de manera que els historiadors li van donar el mèrit.
Posteriorment Arellano va ser detingut sota sospita de deserció de la flota de Legazpi; però la investigació no va ser concloent. Va morir a Nova Espanya el 1580. Abans de morir va escriure una narració del seu viatge, publicada a Espanya el 1887.